# Cros-de-Géorand
Cros-de-Géorand település Franciaországban, Ardèche megyében. Lakosainak száma 151 fő (2022. január 1.). Cros-de-Géorand Le Béage, Le Lac-d'Issarlès, Saint-Cirgues-en-Montagne, Sainte-Eulalie és Usclades-et-Rieutord községekkel határos.

## Népesség
A település népességének változása:
| Lakosok száma | 436  | 303  | 268  | 191  | 166  | 163  | 159  | 149  | 149  | 151  |
|               | 1968 | 1982 | 1990 | 2006 | 2013 | 2015 | 2017 | 2019 | 2020 | 2022 |